# Comida (canção)
"Comida" é uma canção da banda de rock brasileira Titãs retirada do quarto álbum de estúdio da banda, Jesus Não Tem Dentes no País dos Banguelas (1987). Composta pelos membros Arnaldo Antunes, Marcelo Fromer e Sérgio Britto, a canção foi produzida por Liminha e é considerada uma canção de funk e new wave. "Comida" foi lançada como segundo single do álbum e se tornou um clássico da banda. Cantada por Arnaldo Antunes, a canção é uma crítica social, abordando temas como educação e cultura, além de indagar o ouvinte acerca do verdadeiro desejo interno que todo o ser humano possui, que está além das necessidades básicas como comida e bebida.
Devido a sua letra de cunho social, a canção foi dissecada por diversos livros nacionais e internacionais, servindo de exemplo para fomentação do debate acerca dos desejos do ser humano num mundo capitalista. Um videoclipe para a canção foi vinculado pelo canal de TV MTV Brasil no mesmo ano de lançamento, contando com os integrantes dentro de um supermercado e num estúdio com a temática de alimentos. Por ter se tornado um clássico, inclusive nas rádios, a canção já foi regravada por diversos músicos brasileiros, como Marisa Monte, Maria Bethânia, Exaltasamba, Ney Matogrosso, Elza Soares, entre outros. Além disso, a canção fez parte do CD e DVD Acústico MTV de 1997 e figurou em diversas turnês da banda, incluindo as mais recentes Titãs Encontro (2023-2024) e Turnê Microfonado (2024-2025).

## Composição e letra
"Comida" é uma composição dos integrantes Arnaldo Antunes, Marcelo Fromer e Sérgio Britto, e conta com a produção de Liminha. A canção é entoada por Antunes, no qual, liricamente, indaga o ouvinte acerca de suas reais necessidades básicas, além das impostas pela sociedade. Durante a canção, "a banda reivindica não só comida, mas prazer, amor, arte e dinheiro inteiro, “e não pela metade”," cantando: "A gente não quer só comer / A gente quer comer e quer fazer amor / A gente não quer só comer / A gente quer prazer pra aliviar a dor". Em outro momento, Antunes entoa: "A gente não quer só comida / A gente quer comida, diversão e arte / A gente não quer só comida / A gente quer saída para qualquer parte." Para o jornal O Liberal, a canção "aborda a fome humana, ou melhor, as fomes humanas - não só aquela sentida, e reclamada, pelo estômago -, salientando que todas elas, as fomes, querem ser saciadas." Sonoramente, a canção é um funk dançante com elementos de new wave, contrastando o tom político de sua letra.
Trinta e três anos após seu lançamento, Antunes comentou: "Acho que o que ela diz ainda vale (ou vale mais ainda) nos tempos atuais, tão hostis aos desejos e liberdades." Para Fábio Carlos Rodrigues Alves autor do livro "A Contextualização do Binômio Produção e Consumo à luz dos Conceitos da Cultura e da Ideologia", definiu a referida letra como "um protesto no sentido de esclarecer que as pessoas querem mais do que comida. As pessoas têm direito ao acesso à cultura, à educação. Mas por outro lado, a letra desta música também é uma crítica, pois quais são nossos reais desejos, nossas reais necessidades?." O autor do livro "Língua portuguesa: Sujeito, leitura e produção", Márcio Rogério de Oliveira Cano, destacou que a canção "se trata da manifestação de uma insatisfação", clamando por "uma valorização do ser humano, mostrando-o como necessitário de atividades culturais e de inclusão social, e não como alguém que sobreviva apenas com suas necessidades humanas básicas satisfeitas, como comer e respirar."
Para a psicóloga Luciana Francisca de Oliveira, num artigo para a Universidade Federal do Rio Grande do Sul, analisou o trecho "Você tem fome de quê, você tem sede de quê?", que segundo a referida, vem seguido de respostas: "A gente não quer só comida, a gente quer comida, diversão e arte", o que nos dá pistas para pensarmos que precisamos – e desejamos – outras coisas, pois somos seres sedentos e famintos de relações sociais, lazer, conhecimento, movimento, expressões artísticas e culturais. São inúmeras as possibilidades, mas precisamos ter acesso a elas e/ou nos permitir experimentá-las." No ensaio "Fome, comida e bebida na música popular brasileira: um breve ensaio" de 2015, os autores enfatizaram que os Titãs "compuseram a canção na época "em que a fome ganha dimensão bem apropriada ao contexto de luta pela redemocratização que o país vivenciava – a fome de democracia, cultura, diversão, arte e felicidade." Como definido pelo Centro de Memória Sindical:

"Não é só de ração para o corpo que se faz um ser-humano, é preciso diversão e arte para a alma. A fome e a sede, desta maneira, são metáforas que vão muito além da nutrição. Isso porque a vida não se restringe à reprodução material e automática. O que nos diferencia do mundo animal é justamente a imaginação. A cultura é, por sua vez, metáfora de toda a capacidade de criação humana. A poesia concreta da banda de rock paulista reflete o ambiente urbano contemporâneo, fragmentado, dissociado de sua natureza, em uma sociedade massificada."

## Recepção e legado
"Comida" foi bem aceita pelos críticos de música. Mario Cesar Carvalho do jornal Diário do Pará que a canção "tem ares de manifesto", comparando-a com "Tropicália" de Caetano Veloso, "com reivindicações e tudo", segundo ele, que elaborou posteriormente: "Os ares de manifesto não imprimem à "Comida" intenções messiânicas, como acontecia com os trabalhos do Centro Popular de Cultura [...]. É mais uma listagem política de reivindicações urgentes." Para Eduardo Rivadavia do site Allmusic, a áspera e concreta poesia de Arnaldo Antunes na canção parece uma prorrogação bem-vinda do caos que a precede. Antônio Carlos Miguel da revista Manchete destacou a canção como uma das melhores do disco, destacando positivamente o "minimalismo tecno-funk" presente nela.
A canção também se tornou um sucesso radiofônico, figurando entre as mais tocadas nas principais rádios do país, como Antena 1 e Tribuna FM. Bem como seu sucesso comercial, a canção teve longevidade no curso dos anos, tornando-se frequentes covers da canção pelos mais variados artistas. No mesmo ano de seu lançamento, o cantor Ney Matogrosso regravou a canção, incluindo-a em seu repertório. A cantora Marisa Monte prontamente regravou a canção em seus primeiros shows, incluindo a turnê Veludo Azul (1987-1988), antes mesmo de seu primeiro álbum, MM de 1989, cuja canção também foi incluída em ambas mídias físicas CD e VHS. A cantora Maria Bethânia a regravou no álbum Brasileirinho Ao Vivo de 2004. Em 2005, a banda de samba e pagode Exaltasamba a incluiu em seu álbum, Esquema Novo.
Em outubro de 2020, uma nova versão da canção com a participação da cantora Elza Soares, que divide vocais com os Titãs, foi lançada, juntamente com um videoclipe. Numa avaliação para o G1, o crítico Mauro Ferreira comentou: "Se em 2020 'a gente quer saída para qualquer parte', como já bradavam os Titãs em 1987 em versos da letra questionadora, Comida precisa continuar a ser servida. Nada apaga a gravação original dos Titãs. Mas também nada desmerece o esforço de Elza Soares ao pôr em Comida o próprio tempero, dentro das limitações vocais impostas pelos bravos 90 anos da artista." Mauro parabenizou "a incisiva guitarra solo de Bellotto [que] se harmoniza com beats eletrônicos sem dar sabor modernoso a 'Comida', mas também sem a pressão exigida pela força da música, requentada com os toques de músicos como Guilherme Monteiro (guitarra base), Pupillo (bateria) e Sidão Santos (baixo)."

## Videoclipe
O videoclipe da canção é feito sobre uma versão remix dela (ainda inédita), e apresenta dois momentos: primeiramente, os oito integrantes da banda estão num supermercado pegando os alimentos das gôndolas e andando com carrinhos pelos corredores; posteriormente, eles aparecem dançando à frente um fundo chroma key no qual são reproduzidas imagens de alimentos.

## Faixas
| 12" (WEA - Promo nº 46) |                    |         |  |
| N.º                     | Título             | Duração |  |
| 1.                      | "Comida" (33⅓ RPM) | 4:00    |  |
| 2.                      | "Comida" (45 RPM)  | 4:00    |  |
| Duração total:          | Duração total:     | 8:00    |  |

## Créditos
| - Arnaldo Antunes - vocal - Branco Mello - voz - Charles Gavin - bateria - Marcelo Fromer - guitarra - Nando Reis - baixo sintetizador | - Paulo Miklos - voz - Sérgio Britto - teclados - Tony Bellotto - guitarra-base - Liminha - Baixo sintetizador, caixa de ritmos e guitarra-solo |

## Versão de Marisa Monte
A versão de "Comida" da cantora brasileira Marisa Monte faz parte de seu álbum de estreia e primeiro álbum ao vivo, MM (1989). Anterior ao lançamento, Marisa já tinha cantado a canção na sua primeira turnê, a Tudo Veludo nos anos de 1987 e 1988. Sua versão, produzida por Nelson Motta, foi lançada como single promocional em vinil, juntamente com seu lado B, "Bem que Se Quis", que viraria a ser promovida como single principal nas rádios de todo o país. 
A versão dividiu os críticos de música, que acentuaram o marcante vocal de Marisa na interpretação da faixa, enquanto alguns foram desfavoráveis com o vocal dramático dado à canção. Além de fazer parte da turnê de seu álbum principal, a MM Tour, "Comida" voltou a ser apresentada na mais recente turnê da cantora, "Portas Tour", no ano de 2022, sendo removida da setlist no ano seguinte.

### Antecedentes e lançamento
Fã confessa da banda Titãs, Marisa Monte despontou na música ao se apresentar com covers nas noites do Rio de Janeiro em meados de 1987 e 1988. Tal projeto só foi possível porque antes de iniciar o que seria sua primeira turnê, a cantora tinha estudado canto lírico na Itália e conseguiu ser apadrinhada pelo produtor e empresário Nelson Motta. Após desistir de ser cantora lírica, e obteve o apoio de Nelson para montar um show, que viria a se tornar a sua primeira turnê, a Turnê Veludo, nos anos supracitados, que contava com "Comida" no repertório.
Após inúmeros convites de gravadoras para gravar álbuns, Marisa escolheu participar de um especial para TV Manchete no fim de 1988, que se converteu em seu primeiro disco, MM, lançado meses após o especial, em janeiro de 1989. Dentre as faixas presentes no álbum, "Comida", a qual Marisa discorreu: "Comida é uma música que funciona, para mim, como uma declaração de princípios. É um desabafo irado. Acho que é o que todo mundo pensa e que gostaria de estar dizendo e ouvindo. E é de um grupo que eu considero de extrema importância no movimento musical atualmente no Brasil, que é Os Titãs. As contestações que eles fazem a todos os valores que estão aí - família, igreja, polícia e outras instituições - refletem, de forma lúcida e construtiva, a realidade brasileira.
"Comida" foi lançada anterior ao álbum como single promocional no formato de disco de vinil no início de janeiro de 1989, juntamente com "Bem que Se Quis" como o lado B.

### Estilo
"Maracatu titânico. Hino contemporâneo. Gravado ao vivo na noite de 30/09/88 no Teatro Villa-Lobos, o bis do show. Ave Titãs."

— Marisa sobre a canção no encarte do álbum.
"Comida" abre o álbum com o público pedindo a canção, e como acentuado por Dênio Maués do jornal O Liberal, "podem soar estranhos se não se souber que a versão colocada no vinil é a do bis. Em contraste com o "funk dançante" da versão original, Marisa classificou sua versão como um maracatu (ritmo pernambucano). Como descrito por Carlos A. Gaertner do Correio de Notícias, a canção "recebeu um arranjo pesadão, começando meio "blusístico" e terminando no maior funk." Paulo Adário do Jornal do Brasil a descreveu como "um maracatu atômico [que] mistura berimbau, teclados, baixos, agogôs e a voz rascante de Marisa."

### Recepção
A crítica do site internacional Allmusic selecionou a canção como um dos destaques do álbum. Irlam Rocha Lima do Correio Braziliense descreveu-a como uma regravação "que ganhou um andamento mais lento e um ótimo solo de trompete fazendo a ponte entre as duas partes." Gaetner do Correio de Notícias elogiou o "naipe de metais de arrepiar." João Alberto do Diário de Pernambuco aclamou Marisa por brincar com sua voz com propriedade e segurança na faixa. Da mesma forma, a crítica de Ricardo Ferreira da Tribuna da Imprensa destacou "Comida" e "Chocolate" (de Tim Maia) como canções que "demonstram ainda mais a sua fome de cantar." O autor Adário do Jornal do Brasil notou positivamente que a canção "ganha ares de hino deste país de náufragos." Tárik de Souza do mesmo jornal aplaudiu Marisa por "deglutir a titânica 'Comida' para los caretas."
Dênio Maués e Ricardo Lago, ambos do jornal O Liberal, tiveram recepção contrastantes, enquanto Lago elogiou a versão "maracatu extra cool [...] capaz de incomodar os bolorentos guardiães da tradição na música popular," Maués confessou que a versão não é dançante, muito menos destruidora que nem a original. Já para Arnaldo de Souteiro da Tribuna da Imprensa, a canção abre o álbum "muito mal", classificando a canção como "deplorável". Ricardo Soares do Diário do Pará teceu críticas acerca da interpretação da cantora na faixa que, segundo ele, "ela gasta dois minutos iniciais da música com vocalises dramáticos."

### Performances ao vivo
"Comida" inicialmente fez parte da turnê Tudo Veludo entre os anos de 1987 e 1988, e logo após a turnê MM Tour (1989). Após 33 anos sem cantar a canção, "Comida" fez parte do bis da mais recente turnê da cantora, a Portas Tour no ano de 2022. Para Mauro Ferreira do G1, a performance "deu o toque político de show que, se desviando das tensões do Brasil de 2022, ofereceu momentos de paz e otimismo." Em 2023, a canção foi substituída por "Amor, I Love You" no bis.